# Кэндлер, Эйза
Э́йза Григгс Кэ́ндлер (англ. Asa Griggs Candler, 30 декабря 1851[…], Вилла-Рика, Джорджия — 12 марта 1929[…], Атланта — американский предприниматель, основавший компанию «Кока-Кола». 41-й мэр Атланты (1916—1919).

## Биография
Кэндлер начал свою карьеру как владелец аптеки. В 1887 году он купил рецепт «Кока-Колы» у его изобретателя Джона Стита Пембертона за 2300 долларов. Успех «Кока-Колы» принес ему целое состояние. В 1892 году он основал компанию «Кока-Кола». Год спустя Кэндлер защитил бренд «Кока-Кола» и начал продавать свой продукт в 1895 году в Соединённых Штатах, а с 1896 года также в соседних странах.
Кэндлер был членом Епископальной Методистской Церкви Юга (BMKS), предшественника Евангелистской Методистской Церкви. Он пожертвовал церкви миллион долларов и участок земли для строительства университета Эмори, чтобы перевезти его из Оксфорда в Атланту. Школа теологии носит имя Кэндлера. Кэндлер также пожертвовал миллионы на больницу Эмори.
В 1917 году Кэндлер ушёл из компании и стал мэром Атланты (1917—1919). В январе Эйза Кэндлер передал управление бизнесом своему сыну Говарду. На Рождество Кэндлер завещал 90 % голосующих акций своим родственникам, за исключением семи. Однако уже в 1919 году Говард Кэндлер продал компанию «Кока-Кола» консорциуму во главе с Эрнестом Вудраффом и Юджином Стетсоном за 25 миллионов долларов.
Кэндлер перенёс инсульт в 1926 году и умер в 1929 году. В честь него назван участок аэропорта Атланты.